# Monachil

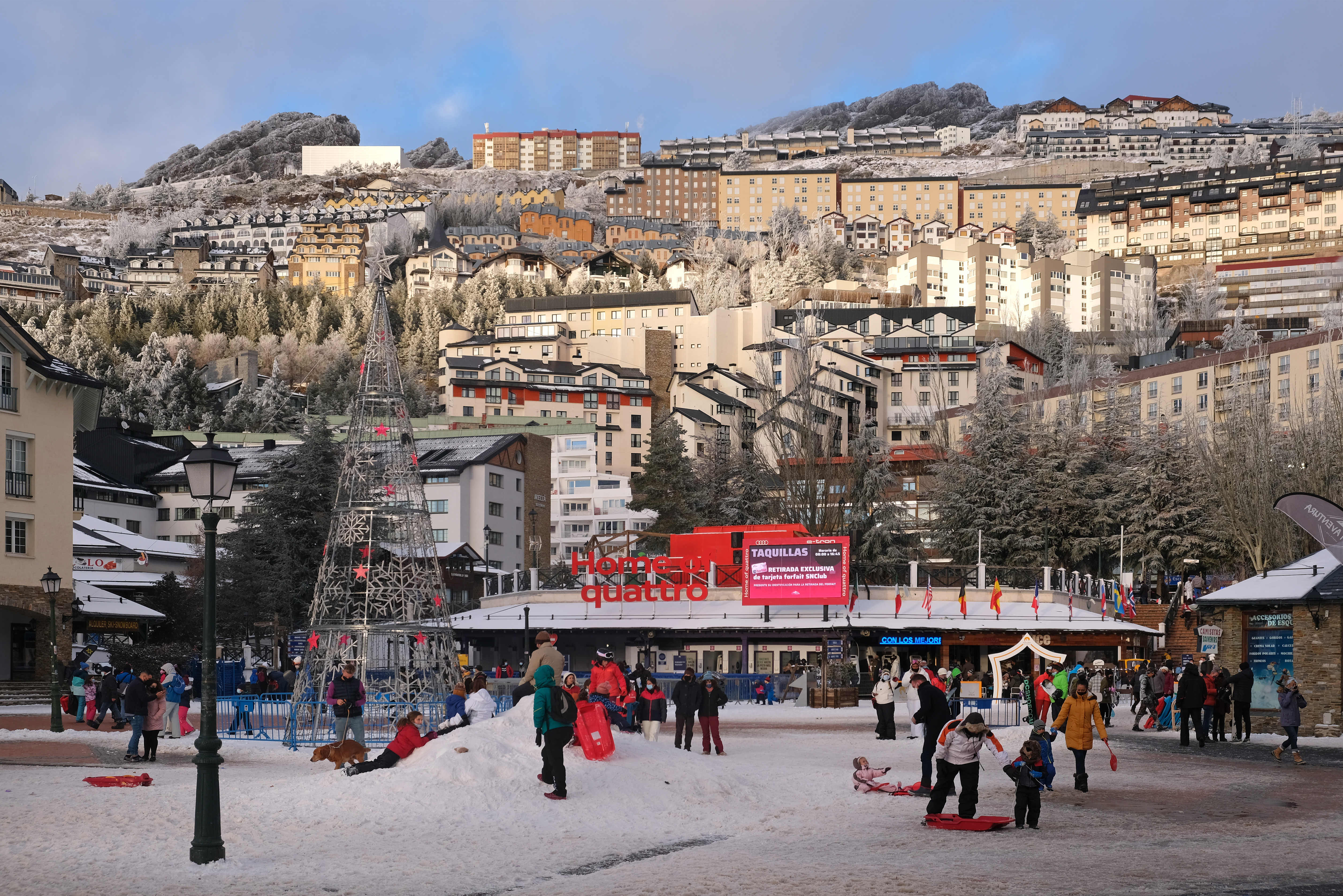
Estación de esquí de Sierra Nevada, en Pradollano

Monachil es una localidad y municipio español situado en la parte suroriental de la comarca de la Vega de Granada, en la provincia de Granada, comunidad autónoma de Andalucía. Limita con los municipios de Huétor Vega, Cenes de la Vega, Pinos Genil, Güéjar Sierra, Capileira, Dílar, La Zubia y Cájar. Cuenta con una población de 8608 habitantes (INE 2024). En su término nace y discurre el río Monachil.
El municipio monachileño es una de las treinta y cuatro entidades que componen el Área Metropolitana de Granada, y comprende los núcleos de población del Barrio de la Vega —el más habitado—, Monachil —capital municipal— y Pradollano, siendo este último la localidad ubicada a más altitud de toda España.
La mayor parte del término lo ocupa el Parque Nacional y Natural de Sierra Nevada.

## Topónimo
Su nombre procede del árabe, Monastir, término de origen latino que significa "monasterio".

## Símbolos
Monachil cuenta con un escudo y bandera adoptados oficialmente el 7 de mayo de 2009.

### Escudo
Su descripción heráldica es la siguiente:

Escudo español, cortado. Primero, de azur (azul), monte de plata (blanco). Segundo, de plata, cinco granadas en su color, rajadas de gules (rojo), talladas y hojadas de sinople (verde), puestas tres y dos. Al timbre, corona real española cerrada.

### Bandera
La enseña del municipio tiene la siguiente descripción:

Paño de proporciones 3:2 (largo por ancho) dividido horizontalmente en tres franjas de igual anchura: azul la superior, blanca la central y verde la inferior. Al centro del paño, el escudo municipal.

## Historia

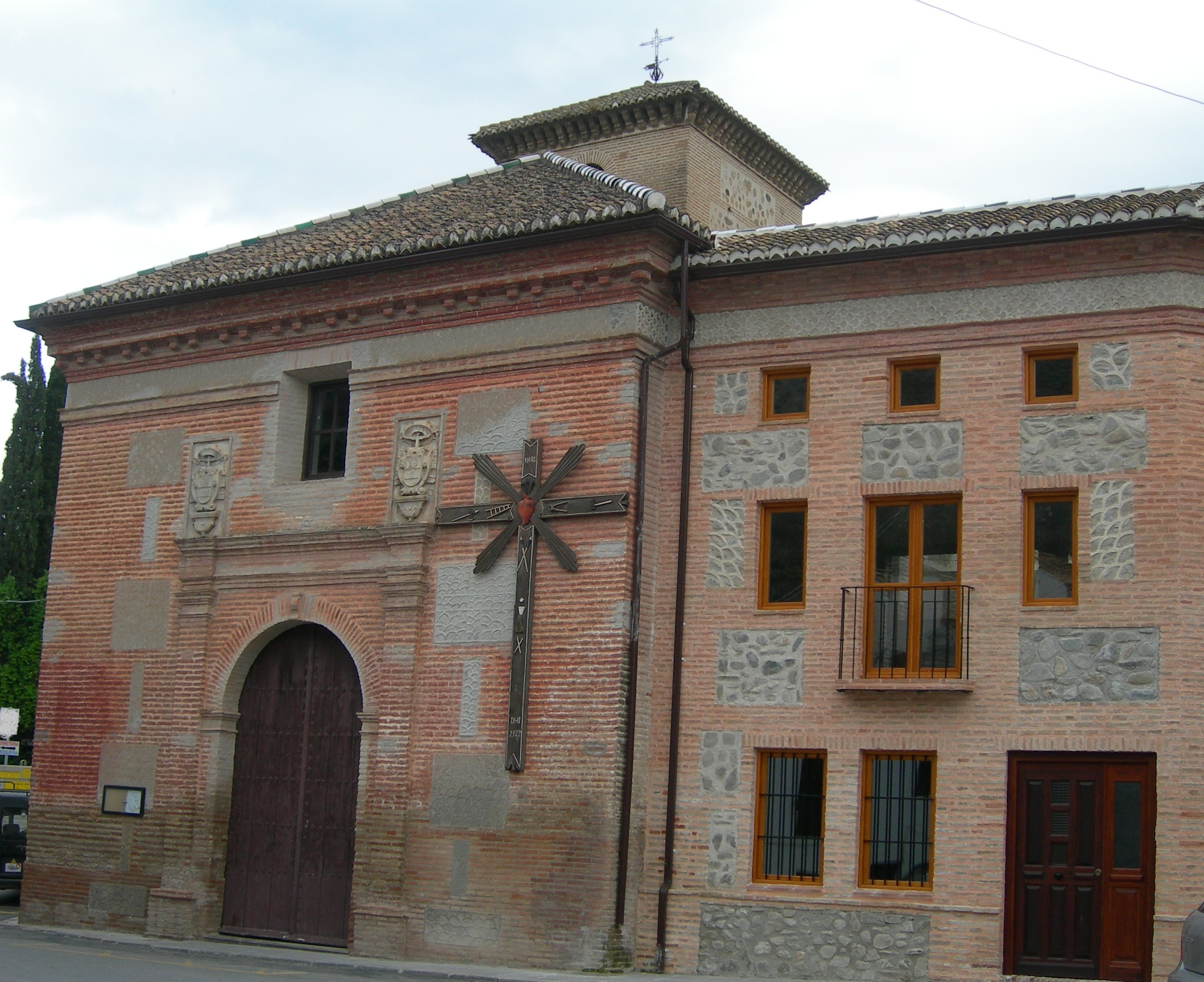
Iglesia de Nuestra Señora de la Encarnación

Hay evidencia del asentamiento de población durante la época de la cultura argárica en torno al poblado agrícola y minero del yacimiento arqueológico del Cerro de la Encina. Este poblado, un escarpado espolón sobre el río Monachil, se remonta al año 1800 a. C. aproximadamente. El yacimiento, junto al de Cuesta del Negro de Purullena, es uno de los principales de la cultura del Argar de la provincia de Granada. El poblado de Cerro de la Virgen lo constituía un recinto fortificado que dominaba el tránsito entre la vega del río Genil y los pastos de Sierra Nevada. Se desarrollaron cultivos de regadío en torno al río Monachil y policultivos de secano en bancales y llanos, así como ganadería ovina y caprina, caballos como símbolo de estatus, y caza en los montes de jabalí, cabra montés o tejón. Además, destaca por la explotación minera de filones superficiales de cobre arsenicado.

## Geografía

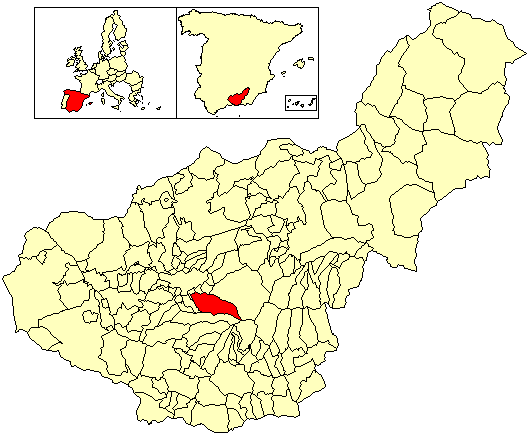
Extensión del municipio en la provincia de Granada

Su amplio territorio, 88,85 km², está atravesado de este a oeste por el río Monachil, y presenta una morfología alargada con desniveles que van desde los 3394 m del pico Veleta hasta los 740 m en que se encuentra el punto más bajo de su vega.

### Situación
Integrado en la comarca de la Vega de Granada, se encuentra situado a 11 kilómetros de la capital provincial, a 102 de Jaén, a 171 de Almería y a 292 de Murcia.
| Noroeste: Cájar, Huétor Vega y Cenes de la Vega | Norte: Pinos Genil y Güéjar Sierra | Nordeste: Güéjar Sierra                   |
| Oeste: La Zubia                                 |                                    | Este: Güéjar Sierra                       |
| Suroeste: La Zubia y Dílar                      | Sur: Dílar                         | Sureste: Dílar, Capileira y Güéjar Sierra |

## Demografía
Monachil cuenta con una población de 8608 habitantes (INE 2024), que se distribuyen de la siguiente manera:
| Unidad poblacional | Hab. |
| ------------------ | ---- |
| Barrio de la Vega  | 6749 |
| Monachil           | 1526 |
| Pradollano         | 316  |
| TOTAL              | 8591 |

### Evolución de la población
| Gráfica de evolución demográfica de Monachil entre 1842 y 2021                                                      |
| |
| Población de derecho según los censos de población del INE Población de hecho según los censos de población del INE |

## Economía

### Evolución de la deuda viva municipal
| Gráfica de evolución de Deuda viva del Ayuntamiento de Monachil entre 2008 y 2019                                |
| |
| Deuda viva del Ayuntamiento de Monachil en miles de Euros según datos del Ministerio de Hacienda y Ad. Públicas. |

## Administración y política
Los resultados en Monachil de las últimas elecciones municipales, celebradas en mayo de 2023, son:
| Elecciones Municipales - Monachil (2023) | Elecciones Municipales - Monachil (2023)      | Elecciones Municipales - Monachil (2023) | Elecciones Municipales - Monachil (2023) | Elecciones Municipales - Monachil (2023) |
| Partido político                         | Partido político                              | Votos                                    | Votos                                    | Concejales                               |
| ---------------------------------------- | --------------------------------------------- | ---------------------------------------- | ---------------------------------------- | ---------------------------------------- |
|                                          | Partido Socialista Obrero Español (PSOE)      | 1465                                     | 40,14 %                                  | 5                                        |
|                                          | Partido Popular (PP)                          | 1276                                     | 34,96 %                                  | 5                                        |
|                                          | Izquierda Unida Para la Gente (PARA LA GENTE) | 513                                      | 14,05 %                                  | 2                                        |
|                                          | Vox (VOX)                                     | 283                                      | 7,75 %                                   | 1                                        |
|                                          | Podemos-Alianza Verde (PODEMOS-AV)            | 72                                       | 1,97 %                                   | 0                                        |

## Servicios públicos

### Sanidad
El municipio cuenta con tres consultorios médicos de atención primaria situados uno en la avenida de la Libertad s/n del Barrio de la Vega, otro en la plaza Alta, n.º 1, de Monachil, y el otro en la plaza de Pradollano s/n de Sierra Nevada, dependientes todos ellos del Distrito Sanitario Metropolitano de Granada. El servicio de urgencias está en el centro de salud de La Zubia y el área hospitalaria de referencia es el Hospital Universitario San Cecilio (el PTS), situado en Granada capital.

## Cultura

### Patrimonio
En su término municipal existe un yacimiento arqueológico correspondiente a la cultura argárica: el Cerro de la Encina.

### Deportes

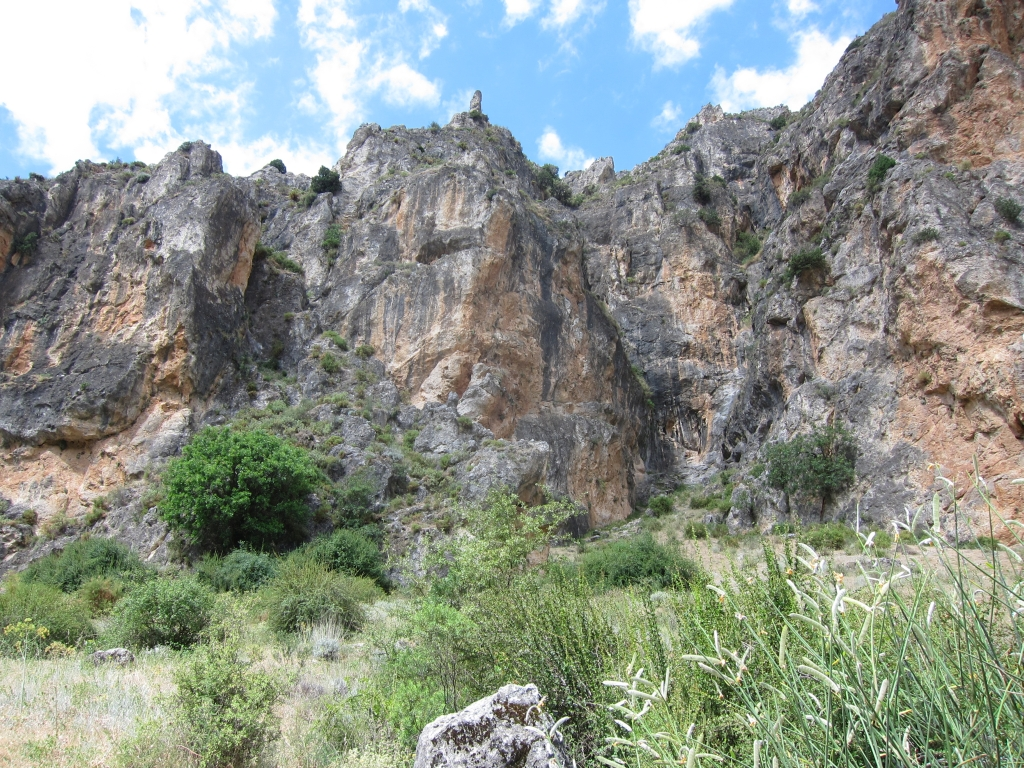
Cahorros de Monachil

El pueblo de Monachil cuenta con una de las rutas más reconocidas entre senderistas y escaladores: la ruta de Los Cahorros, la cual discurre bordeando el río Monachil y cuyo símbolo más característico es su largo puente.
En Monachil se encuentra la Estación de Esquí de Sierra Nevada, en la que se celebró el Campeonato Mundial de Esquí Alpino de 1996 y el Campeonato Mundial de Esquí Acrobático de 2017. Pese a ser término municipal de Monachil, varias pistas pertenecen en propiedad al Ayuntamiento de Granada.
En la localidad de Pradollano, dentro del término municipal de Monachil, se encuentra el CAR de Sierra Nevada, uno de los centros de alto rendimiento que tiene el Consejo Superior de Deportes para favorecer el entrenamiento de los deportistas españoles.

## Hermanamiento
- Cascia, Italia